# Сидима
Сиди́ма — посёлок в районе имени Лазо Хабаровского края России. Образует сельское поселение «Посёлок Сидима».
На некоторых топографических картах населённый пункт обозначен как Малая Сидима.

## География
Посёлок Сидима стоит в верховьях реки Сидими (левый приток реки Немта).
Посёлок Сидима расположен на автомобильной дороге Владимировка — Сукпай.
Расстояние до автотрассы «Уссури» (в селе Владимировка) около 74 км (на запад).
Расстояние до районного центра пос. Переяславка (через Владимировку) около 90 км.
На север от пос. Сидима идёт автодорога к пос. Мухен.

## Население
| 1992 | 2002 | 2010 | 2011 | 2012 | 2013 | 2014 |
| ---- | ---- | ---- | ---- | ---- | ---- | ---- |
| 1300 | ↘968 | ↘767 | ↘766 | ↘734 | ↘722 | ↘714 |
| 2015 | 2016 | 2017 | 2018 | 2019 | 2020 | 2021 |
| ↗716 | ↗717 | ↘698 | ↘683 | ↘654 | ↘643 | ↘629 |

## Экономика
Предприятия, занимающиеся заготовкой леса.

## Транспорт
В пос. Сидима находилась узловая станция Сидима ведомственной Оборской железной дороги, к станции Немпту (в пос. Мухен) шла железнодорожная ветка. В XXI веке Оборская железная дорога разобрана.